# Комаров Сергій Петрович
Комаров Сергій Петрович (справжнє прізвище — Лаврентьєв); 2 березня 1891, В'язники, Владимирська область, Росія — 1957, Москва, СРСР) — радянський актор театру і кіно, режисер, сценарист, педагог. Заслужений артист РРФСР (1935).

## Біографія
Закінчив три курси акторського факультету Першої Госкіношколи (1923). З 1923 — один з провідних акторів експериментальної майстерні Льва Кулєшова.
У 1923—1934 — декан акторського факультету і завідувач кафедри експериментальної майстерні Л. Кулешова при ГІКе.
З 1956 — актор Театру-студії кіноактора.
Знімався у кіно з 1921 р. Зіграв понад сорок ролей, переважно другого плану (фільми: «Незвичайні пригоди містера Веста в країні більшовиків» (1924), «За законом» (1926), «Саламандра» (1928), «Околиця» (1933) та інші). Грав німецького полковника в українській кінокартині «Щорс» (1939).
Пішов з життя в грудні 1957 року в Москві.

## Фільмографія
- 1921 — Село на переломі (короткометражний) — комісар
- 1921 — Серп і молот — начальник продзагону
- 1924 — Незвичайні пригоди містера Веста в країні більшовиків — одноокий
- 1925 — Промінь смерті — Томас Ланн
- 1926 — Міс Менд — Чіче
- 1926 — За законом — Ганс Нільсен, чоловік Едіт
- 1926 — Процес про три мільйони — камердинер
- 1927 — Кінець Санкт-Петербурга — пристав
- 1928 — Весела канарка — Брянський, більшовик-підпільник
- 1928 — Будинок на Трубній — Лядов
- 1928 — Лялька з мільйонами — редактор газети
- 1928 — Саламандра — Бржезинський, єзуїт
- 1929 — Два-Бульді-два — Бульді-батько, клоун
- 1929 — За ваше здоров'я (короткометражний) — алкоголік
- 1932 — Горизонт — унтер / американський поліцейський / поп
- 1932 — Друзі совісті — представник Антанти
- 1933 — Дезертир — робочий
- 1933 — Маріонетки — Ієронимус
- 1933 — Околиця — Олександр Петрович Грешін, господар шевської майстерні
- 1934 — Мрійники — професор Волинцев
- 1934 — Настенька Устинова — Кузьмич
- 1935 — Космічний рейс — академік Сєдих
- 1935 — Любов і ненависть — капітан
- 1935 — Біля самого синього моря — епізод
- 1936 — Дохунда — головна роль
- 1937 — Глибокий рейд — начальник штабу Імперського повітряного флоту
- 1938 — Люди долини Сумбар — професор Бураков
- 1938 — Одинадцяте липня — капуста
- 1939 — Мінін і Пожарський — князь Трубецькой
- 1939 — Щорс — німецький полковник
- 1940 — Загибель «Орла» — сторож порту
- 1940 — Сибіряки — Терентій
- 1940 — Випадок у вулкані — член екіпажу експедиції
- 1941 — Старий двір — житель старого будинку
- 1942 — Залізний янгол — обер-інженер
- 1942 — Клятва Тимура — старий
- 1942 — Принц і жебрак — капелан
- 1943 — Лермонтов — сановник на балу
- 1943 — Ми з Уралу — начальник цеху
- 1945 — Це було в Донбасі — німецький офіцер
- 1946 — Синегорія — міністр
- 1947 — Поїзд йде на схід — член комісії
- 1948 — Молода гвардія — лікар
- 1950 — Жуковський — полковник
- 1950 — Змова приречених — член парламенту
- 1953 — Нахлібник (фільм-спектакль) — Іван Кузьмич Іванов
- 1955 — Стрибуха — Василь Васильович
- 1955 — Таємниця двох океанів — Андрій Миколайович, професор-океанолог

### Режисер
- 1927 — «Поцілунок Мері Пікфорд»
- 1928 — «Лялька з мільйонами»
- 1932 — «Шлях на Північ» (документальний)

### Сценарист
- 1927 — Поцілунок Мері Пікфорд